# سكوت غوردون
سكوت غوردون (بالإنجليزية: Scott Gordon)‏ (6 أبريل 1988 ببوكا راتون في الولايات المتحدة - ) هو لاعب كرة قدم أمريكي في مركز الدفاع. لعب مع نادي شيفاز يو إس أي وBaton Rouge Capitals ‏ وFort Lauderdale Strikers (2006–2016) ‏.

## وصلات خارجية
- سكوت غوردون على موقع الدوري الأمريكي (الإنجليزية)
- سكوت غوردون على موقع قاعدة بيانات كرة القدم.إي يو (الإنجليزية)